# V352 Aurigae
V352 Aurigae är en ensam stjärna i mellersta delen av stjärnbilden Kusken. Den har en genomsnittlig skenbar magnitud av ca 6,16 och är mycket svagt synlig för blotta ögat där ljusföroreningar ej förekommer. Baserat på parallax enligt Gaia Data Release 2 på ca 3,4 mas, beräknas den befinna sig på ett avstånd på ca 970 ljusår (ca 298 parsek) från solen. Den rör sig närmare solen med en heliocentrisk radialhastighet på ca -7 km/s.

## Egenskaper
V352 Aurigae är en gul till vit jättestjärna av spektralklass A9 III. Den har en massa som är ca 1,6 solmassa,  en radie som är ca 13 solradier och har ca 242 gånger solens utstrålning av energi från dess fotosfär vid en effektiv temperatur av ca 6 400 K. Den är listat som en spektralstandard för stjärnor i klassen A9 III, även om andra forskare har klassificerat den som F0 II-III eller F1 IV.

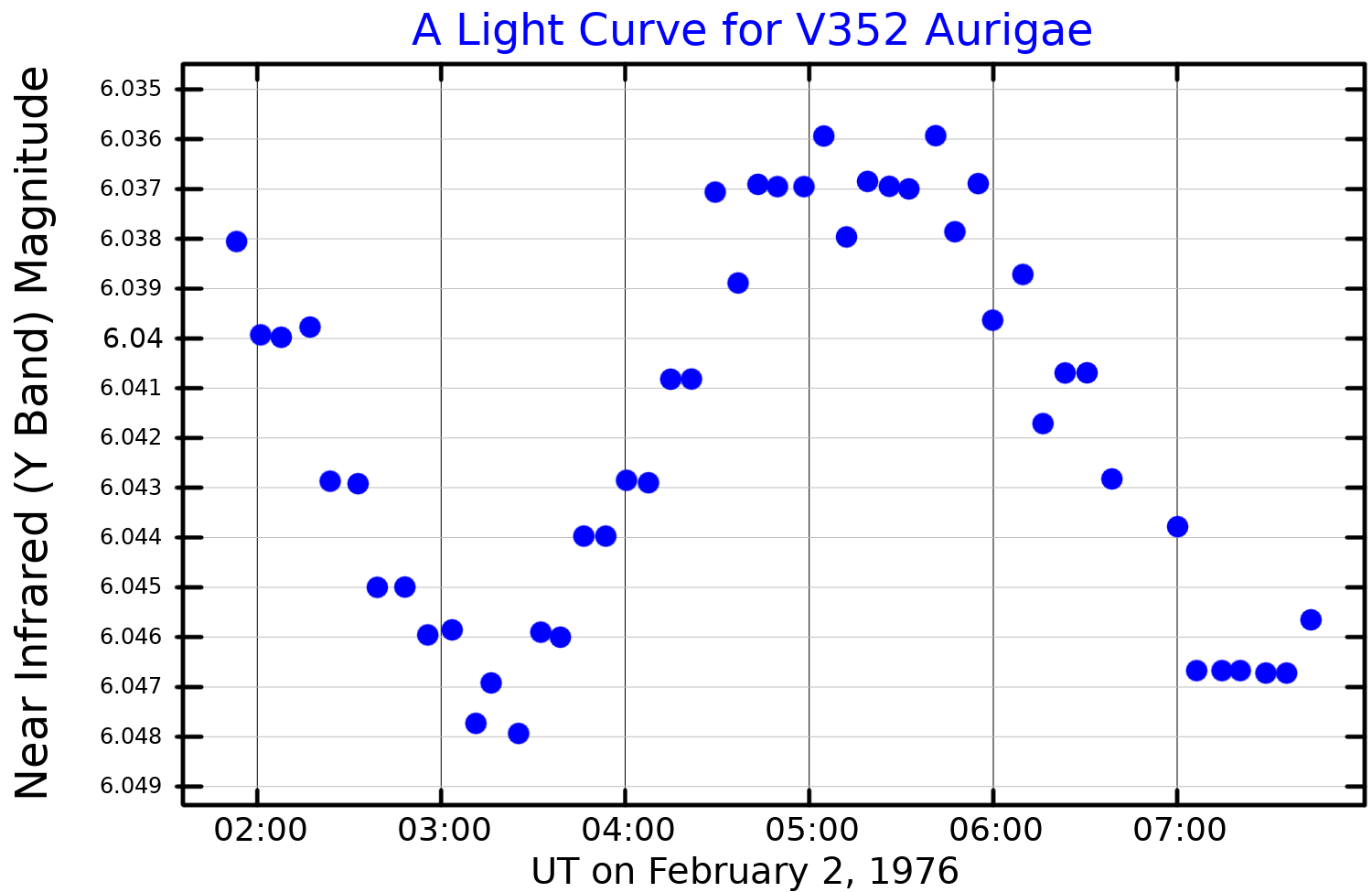
Ljuskurva i Y-bandet (nära infraröd) för V352 Aurigae, plottad från Kurtz, (1977).

V352 Aurigae är en Delta Scuti-variabel med låg amplitud med en period på 4,1 timmar, vilket betyder att variabiliteten orsakas av stjärnans rotation i kombination med lokala aktivitetsområden. Den är ovanligt ljusstark för att vara en Delta Scuti-variabel. Den misstänks också vara en kemiskt ovanlig stjärna av Delta Delphini-typ, även om anomalierna inte är uttalade.